# Rädertierchen
Rädertierchen (Rotifera, veraltet Rotatoria) sind 0,1 bis 0,5 Millimeter (Acanthocephala bis 70 Zentimeter) lange vielzellige Tiere mit genetisch festgelegter, gleich bleibender Anzahl von Zellen (Eutelie). Am Kopf befinden sich bewegliche Wimpernkränze, das Räderorgan. Bislang sind weltweit etwa 2000 teilweise sehr verschiedene Arten beschrieben, von denen etwa 550 in Deutschland vorkommen.

## Lebensraum

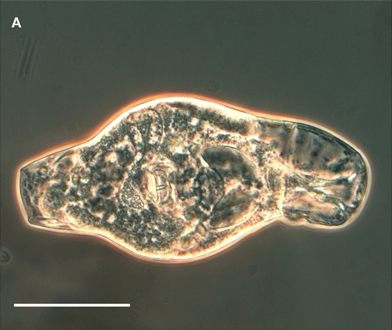
Extremophiles Rädertierchen vom Río Tinto, Spanien

Rädertiere treten in vielen Lebensräumen auf. Auf dem Land, in Bäumen, in feuchtem Moos oder zwischen Bodenpartikeln sind sie ebenso zu Hause wie im Meer oder im Süßwasser. Dabei macht ihnen die Kälte der Antarktis ebenso wenig etwas aus wie die Hitze von Thermalquellen.
Die verschiedenen Rädertiergattungen leben entweder dauerhaft an Pflanzen festsitzend oder freischwebend im Wasser oder Detritus.

## Morphologie

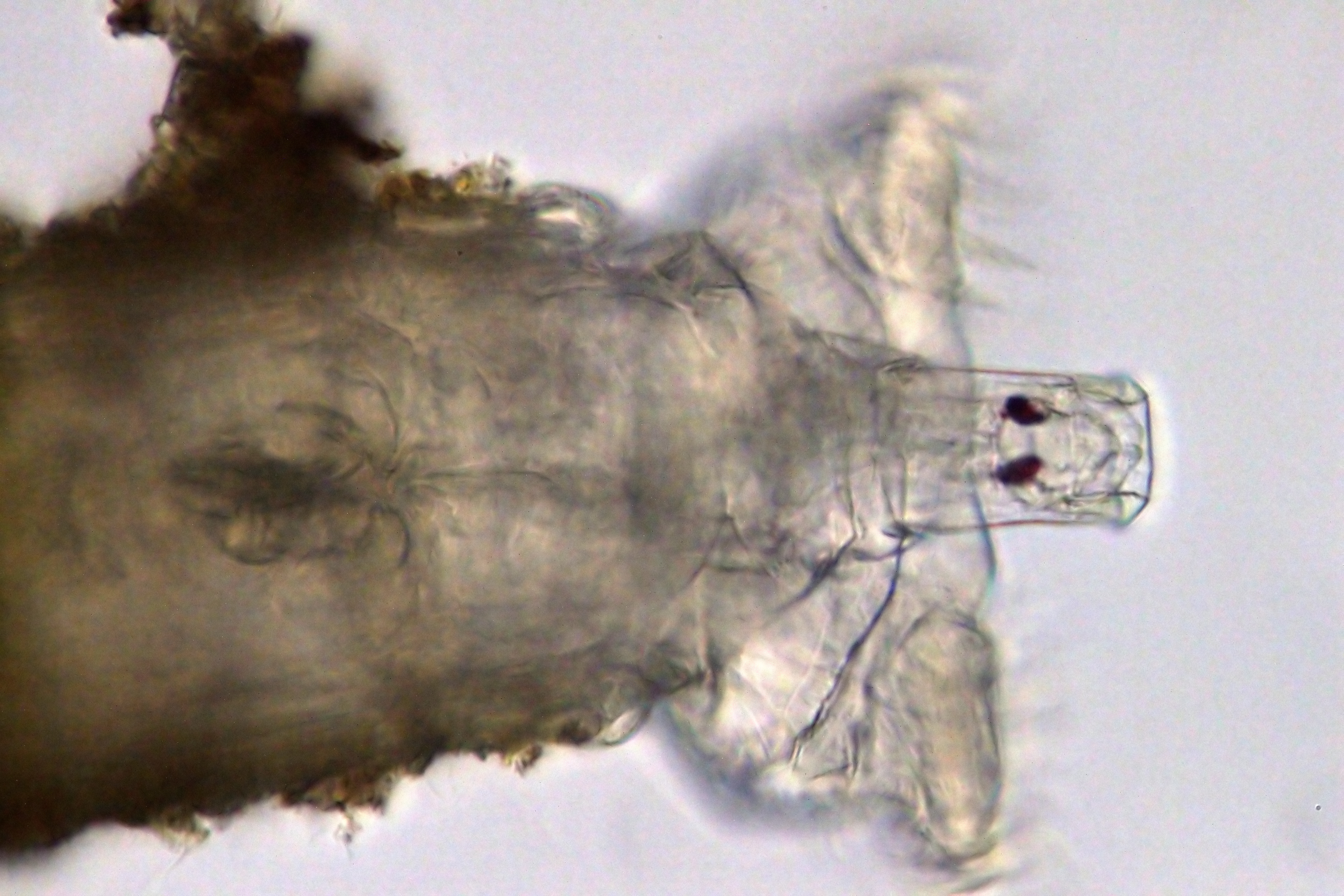
Rädertierchen. Gut zu erkennen die Augen, das Räderorgan und der Kauer.

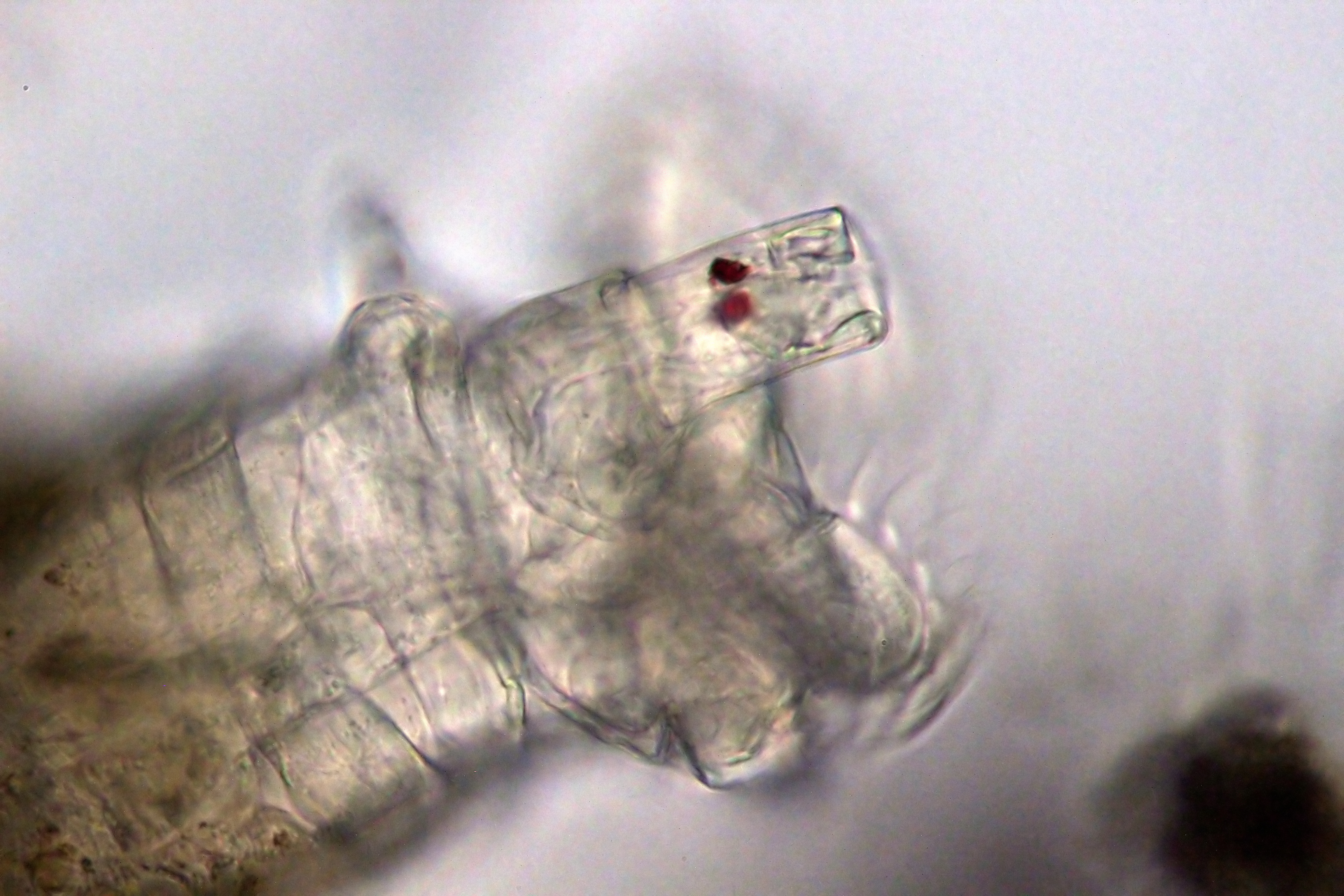
Rädertierchen.

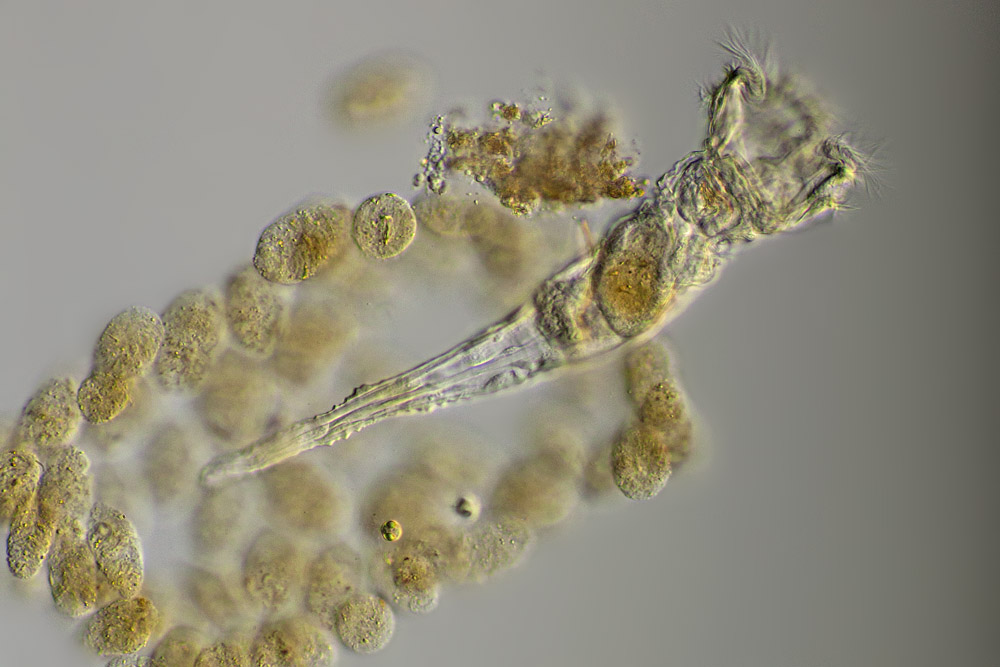
Rädertierchen Ptygura pilula

Das Aussehen der Rädertiere ist sehr vielgestaltig, dennoch lässt sich der Körper grob in drei Abschnitte gliedern:
- Kopf mit Räderorgan – Das Räderorgan besteht aus Wimpernfeldern  und/oder Wimpernkränzen, die fast ständig in Bewegung sind. Es dient zum einen der Fortbewegung und zum anderen dem Einstrudeln von Nahrungsteilchen.
- Rumpf – In der Mitte des Körpers befindet sich der Rumpf. Bei manchen Arten ist der Rumpf versteift, dann spricht man auch von der Verpanzerung. Die Verpanzerung rührt nicht von einer Cuticula her, sondern von der Sklerotisierung einer in der Rumpfepidermis befindlichen Schicht, der dense layer. Die Rumpfepidermis besteht nicht aus einzelnen Zellen, sondern aus einem Syncytium, das durch das Verschmelzen der Epidermiszellen entstanden ist. Einige Rädertiere, etwa Macrochaetus collinsi weisen am Rumpf lange Stacheln auf. Taphrocampa selenura wiederum besitzt eine klebrige Epidermis. Die meisten Arten können Kopf und Fuß in den Rumpf einziehen.
- Fuß – Der Fuß des Rädertiers hat zwei Anhänge, die Zehen. Im Fuß befinden sich Klebedrüsen, die auf den Zehen münden. Mit Hilfe der Klebdrüsen kann sich das Rädertier zeitweise oder dauerhaft an einen gewählten Untergrund festheften. Bei einigen planktischen Rädertierchen, etwa Asplanchna, fehlt jedoch der Fuß.

Rädertiere haben, bedingt durch ihre Körperform, verschiedene Möglichkeiten der Fortbewegung: Gleiten, schwimmen, spannerartig kriechend, mit den Wimpern des Kopfes laufend oder strudelnd.
Um Trockenzeiten überstehen zu können, geben bdelloide Rädertiere einen Teil ihrer Körperflüssigkeit ab und schrumpfen zu einer kugelförmigen Gestalt zusammen. In diesem sehr widerstandsfähigen Dauerstadium, auch Trockenstarre genannt, können sie bis zu vier Jahre überleben.
Am Rumpf oder Fuß können einzelne Eier oder Eipakete hängen, die eine ähnlich hohe Widerstandskraft gegen Umwelteinflüsse haben wie die ausgewachsenen Tiere.
Der für die Rotifera typische Kaumagen (Mastax, Pl. Mastaces) zeigt kieferartige, komplexe Gerüste aus einzelnen stäbchen-, schild- oder plattenförmigen, chitinhaltigen Hartteilen, den sogenannten Trophi (Sg. Trophus). Sie können gegeneinander bewegt werden und können je nach Form verschiedene Funktionen, wie Einsaugen, Zermahlen, Zerquetschen oder Ergreifen von Beute wahrnehmen. Bei den Monogononta sind die Trophi je nach Art stark unterschiedlich geformt und bilden ein wichtiges Merkmal zur genauen taxonomischen Bestimmung einzelner Arten. Bei den Arten der Bdelloida zeigen sie unter den einzelnen Arten eine eher gleichartige Struktur, es wird auch von den typischen ramaten Mastaces oder den ramaten Trophi der Bdelloida gesprochen (englisch ramate trophi).

## Ernährung
Die meisten Arten ernähren sich von Algen oder Detritus. Brachionus calyciflorus beispielsweise ernährt sich von einzelligen Algen und Bakterien. Es strudelt diese mit seinem Räderorgan herbei. Lindia torulosa ernährt sich von Cyanobakterien, deren Fäden sie mit dem Kauapparat abkneifen. Es gibt aber auch räuberische Rädertierchen, wie die Floskularien (Floscularia), die sehr kleine Lebewesen und Partikel aus dem durch ihre Ruderorgane aufgewirbelten Wasser fangen, oder die Cephalodella die ebenfalls räuberisch leben. Pleurotrocha petromyzon ernährt sich wiederum aasfressend von toten Wasserflöhen. Die Collotheca, Cupelopagis vorax aber auch Stephanoceros fimbriatus haben eine andere Jagdweise. Sie fangen ihre Nahrung mittels weit aufgesperrten Trichtern am oberen Körperende. Die beiden Arten der urtümlichen Gattung Seison leben im Meer als Parasiten auf Arten der Krebsgattung Nebalia. Auch Süßwasserformen wie Proales werden als Parasiten angesehen, da sie in Algen wie Volvox und Vaucheria leben und sich von diesen ernähren.
Die Beziehungen zwischen Räuber und Beute können komplex sein. Das Rädertierchen Asplanchna brightwellii ernährt sich räuberisch von Plankton, darunter auch anderen Rädertierchen der Gattung Brachionus. In Wasser, das Asplanchna enthält, entwickelt Brachionus lange Stacheln als Körperfortsätze, die den Räuber beim Fangen behindern, die Entwicklung dieser Stacheln wird nur durch den Räuber induziert und unterbleibt sonst. Als auslösender Faktor konnte eine chemische Substanz (vermutlich ein Peptid) identifiziert werden, die Asplanchna in das Wasser abgibt. Solche Substanzen mit hormonähnlicher Wirkung auf eine andere Art werden Kairomone genannt.

## Vermehrung und Lebenserwartung
Die verschiedenen Gattungen der Rädertiere nehmen unterschiedliche Möglichkeiten der Fortpflanzung wahr. Unter günstigen Bedingungen (meist in den Sommermonaten) erfolgt eine eingeschlechtliche Fortpflanzung (siehe auch: Parthenogenese), unter ungünstigen Bedingungen (meist im Herbst) findet die geschlechtliche Fortpflanzung statt.
Einige Arten wie etwa Adineta vaga sind in der Lage, genetisches Material anderer Lebewesen in ihr Erbgut aufzunehmen, was die Nachteile ausgleicht, die sich aus ungeschlechtlicher Fortpflanzung ergeben. Diese Fortpflanzungsstrategie wurde bei Rädertierchen erstmals durch Eugene Gladyshev nachgewiesen und war zuvor nur bei Bakterien bekannt. Darüber hinaus verzichtet A. vaga auf sexuelle Fortpflanzung und Meiose.
Rädertiere haben unterschiedliche Lebenserwartungen. Der Durchschnitt liegt bei etwa einer Woche.
Im sibirischen Permafrostboden wurden Individuen der Gattung Adineta entdeckt, die seit 24.000 Jahren in Kryptobiose überlebt hatten und sich nach dem Auftauen durch Parthenogenese vermehrten. Ihre Fähigkeiten, ihre Zellen und Organe abzuschirmen und eine lange kryogene Konservierung zu überleben, sind von großem Interesse für Wissenschaftler. Vor dieser Entdeckung waren die einzigen anderen Tiere, von denen man wusste, dass sie so lange überleben können, Spulwürmer, die nach 42.000 Jahren wiedererweckt werden konnten.

## Taxonomie
Als erster wissenschaftlicher Beobachter der Rädertierchen gilt Antoni van Leeuwenhoek, der die Rädertiere mit seinem selbstgebauten Mikroskop beobachtete. Da dessen Vergrößerung nicht sehr stark war, konnte er die flimmernde Mundöffnung nur ungenau beobachten, beschrieb jedoch ihr räderförmiges Aussehen.
Heute werden die Rädertierchen zwar weiterhin als Tierstamm akzeptiert, nach phylogenetischen Untersuchungen sowohl der Morphologie als auch anhand von molekularbiologischen Vergleichen müssen jedoch die früher ebenfalls als Tierstamm betrachteten Kratzwürmer (Acanthocephala) als Schwestergruppe der Bdelloida innerhalb der Rädertierchen angesehen werden.
Die umfassende Gruppe (Rotifera i. e. S., Seisonacea, Acanthocephala) wird gelegentlich „Syndermata“ genannt, die meisten Bearbeiter bevorzugen aber, den Namen Rotifera im erweiterten Sinne für diese Gruppierung zu gebrauchen. Die Ordnung Seisonacea (mit der einzigen Familie Seisonidae, 2 Arten) wird von einigen Systematikern als einzige Ordnung (monotypisch) in eine eigene Klasse „Pararotatoria“ eingeordnet.
Innerhalb der Rädertierchen werden folgende Verwandtschaftsverhältnisse als eine der aktuellen Hypothesen angenommen:
|      | Seisonacea                                                                                 |
|      |                                                                                            |
| N.N. | \| \| Bdelloida und Kratzwürmer (Acanthocephala) \| \| \| \| \| \| Monogononta \| \| \| \| |
|      | \| \| Bdelloida und Kratzwürmer (Acanthocephala) \| \| \| \| \| \| Monogononta \| \| \| \| |
|      | Bdelloida und Kratzwürmer (Acanthocephala)                                                 |
|      |                                                                                            |
|      | Monogononta                                                                                |
|      |                                                                                            |

|  | Bdelloida und Kratzwürmer (Acanthocephala) |
|  |                                            |
|  | Monogononta                                |
|  |                                            |

Früher wurden die Rädertierchen in eine Gruppe der „Schlauchwürmer“ oder auch Rundwürmer (Nemathelminthes) gestellt, ein Verlegenheits-Taxon ohne klare Abgrenzung, das in neueren Systematiken als nicht monophyletisch erkannt worden ist. Neuere Untersuchungen auf morphologischer, vor allem aber auf genetischer Basis haben nun übereinstimmend ergeben, dass die Rädertierchen mit zwei kleinen, wenig bekannten Gruppen, den Kiefermündchen (Gnathostomulida) und den Micrognathozoa (mit der einzigen Art Limnognathia maerski) eine Klade bilden, die nach einem morphologischen Merkmal, dem ähnlichen Feinbau des Kieferapparats Gnathifera („Kieferträger“) genannt worden ist. Nächstverwandt wären die lange in ihrer Stellung rätselhaften Pfeilwürmer (Chaetognatha). Inzwischen wurde die fossile Art Amiskwia sagittiformis Walcott 1911 aus dem mittelkambrischen kanadischen Burgess-Schiefer als mögliche morphologische Zwischenform ausgemacht. Die Zusammengehörigkeit der Gruppen wird auch durch den übereinstimmenden Bau der für die Entwicklung wichtigen Hox-Gene unterstützt.
Der Stamm der Rotifera umfasst etwa 2030 Arten, von denen 1570 Arten auf die Unterklasse der Monogononta entfallen. Die weitere Untergliederung ist nach heutigen Kenntnisstand wie folgt:
- Klasse: Eurotatoria de Ridder, 1957
  - Unterklasse Bdelloidea Hudson, 1884.[14] Fünf Familien, 461 Arten. Alle Arten vermehren sich durch Parthenogenese.
    - Habrotrochidae Harring, 1913
    - Philodinidae Ehrenberg, 1838
    - Adinetidae Hudson & Gosse, 1889
    - Philodinavidae Harring, 1913
    - Coronistomidae Örstan, 2021

  - Unterklasse Monogononta Plate, 1889, 1570 Arten
    - Asciaporrectidae[15]
    - Asplanchnidae Eckstein, 1883
    - Brachionidae Ehrenberg, 1838
    - Clariaidae Kutikova, Markevich & Spiridonov, 1990
    - Conochilidae Harring, 1913
    - Dicranophoridae Harring, 1913
    - Epiphanidae Harring, 1913
    - Euchlanidae Ehrenberg, 1838
    - Gastropodidae Harring, 1913
    - Ituridae Harring & Myers, 1928
    - Lecanidae Remane, 1933
    - Lepadellidae Harring, 1913
    - Lindiidae Hudson & Gosse, 1886
    - Microcodidae Hudson & Gosse, 1886
    - Mytilinidae Harring, 1913
    - Notommatidae Hudson & Gosse, 1886
    - Proalidae Harring & Myers, 1924
    - Scaridiidae Müller, 1786
    - Synchaetidae Hudson & Gosse, 1886
    - Trichocercidae Harring, 1913
    - Trichotriidae Harring, 1913
    - Trochosphaeridae Harring, 1913[16]
- Klasse Pararotatoria Sudzuki, 1964
  - Ordnung Seisonacea Wesenberg-Lund, 1899. alle drei Arten sind Meeresbewohner[17]
    - Seisonidae Wesenberg-Lund, 1899

## Fossilien
Das einzige bekannte Fossil aus dem Stamm Rotifera stellt der Fund eines Vertreters der Klasse Bdelloidea (Ordnung Bdelloida) in tertiärem Dominikanischen Bernstein dar. Zugleich liefert dieser Fund den Beweis, dass Parthenogenese seit mindestens 25 bis 40 Millionen Jahren existiert.